# Zona Central (Chile)

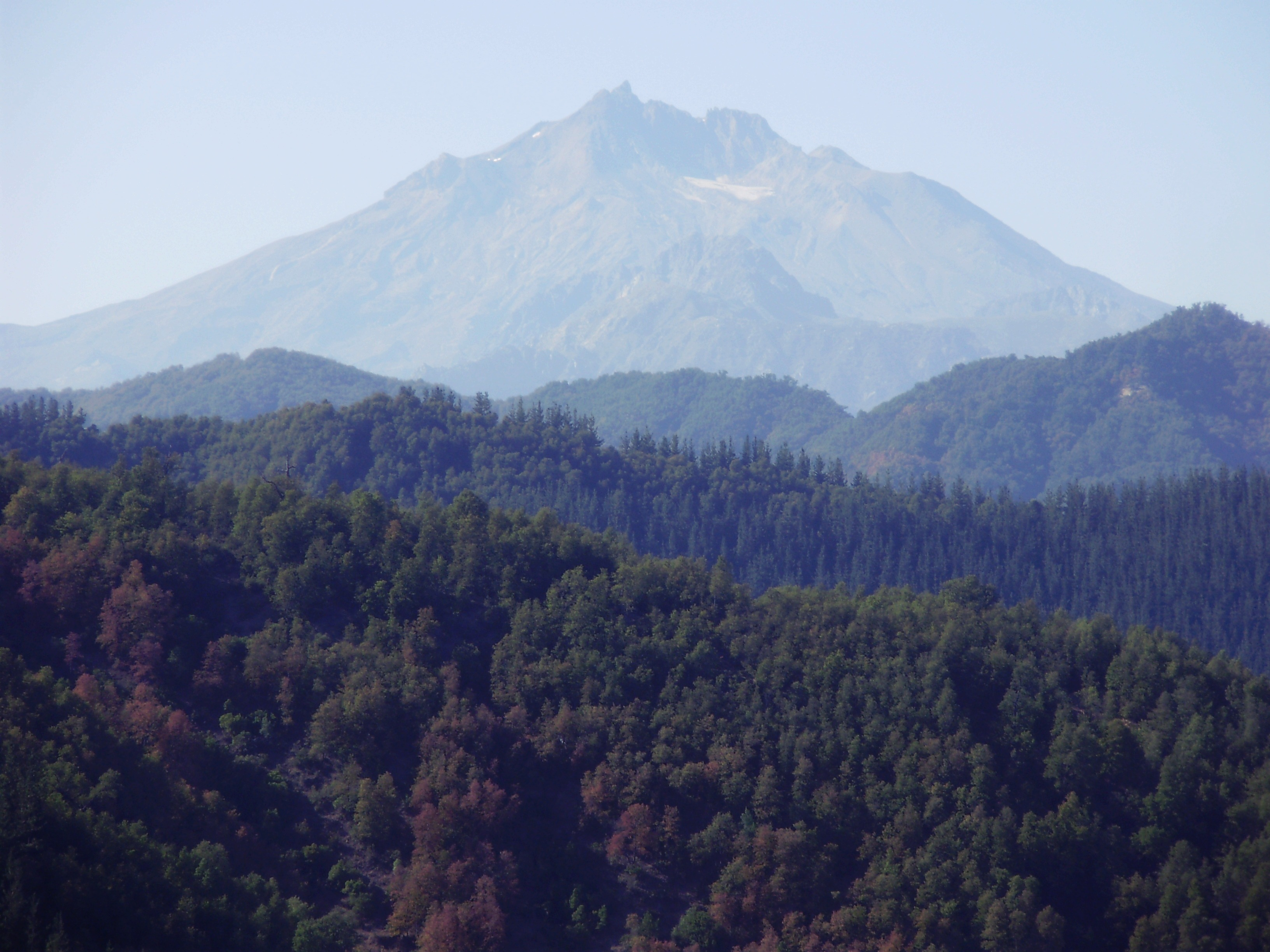
Nevado de Longaví ist einer der vielen Vulkane, die aus den Anden in Zentralchile ragen.

Zona Central (Zentralchile) ist eine der fünf Naturregionen Chiles, die 1950 von der Regierungsbehörde Corporación de Fomento de la Producción definiert wurden. Hier lebt der Großteil der chilenischen Bevölkerung und die drei größten Ballungsräume sind Santiago, Valparaíso und Concepción. Die Region erstreckt sich etwa vom 32. bis zum 37. südlichen Breitengrad.
Seit 2010 herrscht in der Region eine erhebliche Dürre, und die durchschnittlichen Niederschlagsmengen gingen zwischen 2010 und 2018 um 20–40 % zurück.

## Geografie
Zentralchile ist eine der fünf wichtigsten geografischen Zonen, in die Chile unterteilt ist. Das chilenische Zentraltal liegt zwischen der Küstenkette („Cordillera de la Costa“) und den Anden. Im Norden liegt die Halbwüstenregion Norte Chico, die zwischen dem 28. und 32. südlichen Breitengrad liegt. Im Süden liegt die kühlere und feuchtere Ökoregion der gemäßigten Valdivianischen Regenwälder in der Region Los Lagos. Das Zentraltal ist eine fruchtbare Region und das landwirtschaftliche Kernland Chiles.
Das Klima ist gemäßigt mediterran, wobei die Niederschlagsmenge von Norden nach Süden beträchtlich und progressiv zunimmt. Die zahlreichen Flüsse nehmen aufgrund der Winterregenfälle und der Frühjahrsschmelze des Andenschnees stark an Wasser zu, im Sommer ziehen sie sich jedoch deutlich zurück.
Von Nord nach Süd werden die folgenden Regionen als Teil der Zona Central betrachtet:
- Región de Valparaíso
- Metropolregion Santiago
- Región del Libertador General Bernardo O’Higgins
- Región del Maule
- Región de Ñuble
- Región del Biobío